# Ōtani Shōhei
Ōtani Shōhei (大谷 翔平 (Đại-Cốc Tường-Bình) tên tiếng Anh: Shohei Ohtani, sinh ngày 5 tháng 7 năm 1994),  biệt danh là "Shotime" (chơi chữ từ "Shohei" và "Showtime"), là một cầu thủ bóng chày chuyên nghiệp người Nhật Bản đang thi đấu cho đội Los Angeles Dodgers tại giải Major League Baseball ở vị trí ném bóng và đập bóng chỉ định, và Đội tuyển bóng chày quốc gia Nhật Bản. Trước đây anh chơi cho đội Hokkaido Nippon-Ham Fighters tại giải Nippon Professional Baseball. 
Nhờ khả năng thi đấu xuất sắc ở cả hai vai trò ném bóng và đánh bóng, điều cực kỳ hiếm trong bóng chày hiện đại, các mùa giải đỉnh cao của Ohtani (từ 2021 đến nay) được đánh giá là những mùa giải vĩ đại nhất trong lịch sử môn thể thao này, và thậm chí được so sánh  với những năm đầu sự nghiệp của huyền thoại Babe Ruth.
Năm 2024, anh trở thành cầu thủ đầu tiên trong lịch sử MLB có 50 Home Run (ghi điểm trực tiếp) và 50 lần Stolen Base (cướp chốt) trở lên trong một mùa giải. Cũng trong năm này, anh cũng cùng Dodgers giành danh hiệu World Series ngay trong lần đầu góp mặt tại vòng đấu playoff sau khi cùng Dodgers đánh bại New York Yankees.

## Tiểu sử
Otani sinh ngày 5 tháng 7 năm 1994 tại Ōshū, Iwate, Nhật Bản, có bố là Toru và mẹ là Kayoko. Mẹ anh là một vận động viên cầu lông cấp quốc gia ở trường trung học và bố anh làm việc tại một nhà máy sản xuất ô tô địa phương và là một cầu thủ bóng chày nghiệp dư đã chơi trong Giải đấu công nghiệp Nhật Bản. Là con út trong gia đình có ba người con, anh có một chị gái, Yuka và một anh trai Ryuta, cũng là một cầu thủ bóng chày nghiệp dư trong Liên đoàn Công nghiệp Nhật Bản.